# Scaeva rossica
Scaeva rossica är en tvåvingeart som beskrevs av Kuznetzov 1985. Scaeva rossica ingår i släktet glasvingeblomflugor, och familjen blomflugor. Inga underarter finns listade i Catalogue of Life.